# Billboard 200

A Billboard logója

A Billboard 200 slágerlista a 200 legnépszerűbb zenei albumot és EP-t (középlemez) rangsorolja az Egyesült Államokban. A Billboard magazin hetente teszi közzé, hogy egy-egy előadó vagy előadócsoport népszerűségét közvetítse. A lista 1956-ban heti Top 10-es listából 1967 májusában vált Top 200-as listává, és 1992 márciusában nyerte el jelenlegi nevét. Korábbi elnevezései: Billboard Top LPs (1961–1972), Billboard Top LPs & Tape (1972–1984), Billboard Top 200 Albums (1984–1985), Billboard Top Pop Albums (1985–1991) és Billboard 200 Top Albums (1991–1992).
A lista főleg az albumok –  kiskereskedelmi és digitális –  eladásain alapul az Egyesült Államokban. A heti eladási időszak hétfőtől vasárnapig tartott, amikor a Nielsen 1991-ben elkezdte az eladások nyomon követését, de 2015 júliusa óta a nyomon követési hét pénteken kezdődik (hogy egybeessen a zeneipar globális kiadási napjával) és csütörtökön ér véget. A friss listát a következő kedden teszik közzé, négy nappal később, az adott hét szombatjára dátumozva. A kiadványok streaming értékeit szintén péntektől csütörtökig követik nyomon. Az albumok digitális letöltései is szerepelnek a Billboard 200 listán. Az Egyesült Államokban kiskereskedelmi értékesítésre nem engedélyezett (de az Egyesült Államokban importként megvásárolt) albumok nem szerepelnek a listán. Egy régóta fennálló irányelv, amely szerint a kizárólag bizonyos kiskereskedelmi egységek (például a Walmart és a Starbucks) által értékesített kiadványok nem vehetők fel a listára, 2007. november 7-én visszavonásra került, és a 2007. november 17-i számban lépett hatályba.
2014. december 13-án a Billboard megkezdte az on-demand streaming és a digitális zeneszámok eladásának (a Nielsen SoundScan által mért) figyelembevételét egy új algoritmus segítségével, amely az Egyesült Államokban működő összes jelentős on-demand audio előfizetési és online zenei értékesítési szolgáltatás adatait tartalmazza. A 2020. január 18-i számtól kezdődően a Billboard ismét frissítette eljárását a YouTube videóadatainak, valamint az olyan digitális platformok vizuális lejátszásainak beépítésével, mint az Apple Music, a Spotify, a Tidal, a Vevo és a 2021. március 23-i számtól kezdődően a Facebook.

## Története
A Billboard 1945-ben kezdett nagylemezlistát közzétenni. Kezdetben csak 5 tételből állt, és rendszertelenül, 3 és 7 hét közti intervallumokban frissítették. 1955-től kéthetente frissítve (igaz, néha kihagyásokkal) 15-ösre bővítették a listát. A rock and roll berobbanásával heti frissítésre tértek át 1956. március 24-től kezdődően a listázott pozíciók száma rendszertelenül változott tíz és harminc között. A heti frissítésű rangsor első listavezetője Harry Belafonte Belafonte című albuma volt. A lista hivatalos elnevezése többször változott, 1959 és 1963 között külön rangsorolták a monó és sztereó lemezeket, utána a két lista ismét egybeolvadt, a rajta szereplő lemezek száma pedig előbb 50-re, majd 150-re emelkedett és 1967 május 13-a óta kétszázas. Jelenlegi elnevezése 1992. március 14. óta létezik, ebből már elhagytak minden magyarázatot és egyszerűen csak The Billboard 200 a neve. A Billboard Hot 100 a kislemezek és dalok hasonló listája.
Az adatokat 1991 óta a Nielsen piackutató cég SoundScan nevű rendszerében mintegy 14 ezer kiskereskedelmi egységből és a digitális áruházakból gyűjti, ezért ezek a számok gyakran lényegesen alacsonyabbak, mint a lemezkiadó cégek által bejelentett, az arany- és platinalemezek odaítéléséhez szükséges számok. A RIAA (Recording Industry Association of America, a lemezkiadók szövetsége) számai a nagykereskedelmi szállítási adatokat, míg a Nielsen adatai a kiskereskedelmi eladásokat számolják, az üzletek, raktárak készletei ebbe nem számítanak bele.
2014. december 13. óta a Billboard 200 albumlista kizárólagos albumeladási adatok helyett már albummal egyenértékű egységben mér. Így a Nielsen SoundScan adatai alapján a streaminget és a digitális dalletöltést is beszámítják, a legnagyobb audioplatformok adatbázisait felhasználva, úgy mint a Spotify, az Apple Music, a Google Play és az Xbox Music. A TEA (track equivalent album; „számnak megfelelő album”) és a SEA (streaming equivalent album, „streamingnek megfelelő album)” kifejezéseket használják, mely alapján 10 dalletöltés és 1500 dalstreamelés felel meg egy eladott albumnak. Emellett a Billboard továbbra is közzéteszi a rendes albumeladási adatokat is, Top Album Sales néven, mely a hagyományos módszerrel méri az eladást.

## Év végi összesítés
Az éves összesítések számítása némileg eltér a naptári évtől, december elejétől november végéig tart, azért hogy a kiadónak elég ideje legyen az éves összesítéseket még az év vége előtti, utolsó decemberi számban kiadni. Az éves összesítést korábban a heti listákon elfoglalt helyezések és nem a valódi összesített eladások alapján számították, a Nielsen SoundScan bevezetése óta az az évi összes eladás száma határozza meg az éves pozíciót.

## Hiányosságok
A lista nem tartalmaz pontos eladási számokat, így nem lehet tudni, hogy pl. az első és a második helyezett között több százezres vagy csak tucatnyi különbség van. Ugyanígy nem lehet összevetni pl. az előző év azonos időszakával vagy korábban szerepelt albumokkal a lista szereplőit.
A hagyományos fizikai hanghordozók, CD-k eladásának drasztikus csökkenése és az online értékesítésben jobban elterjedt dalonkénti letöltés lehetősége jelentősen csökkentette a Billboard 200 jelentőségét az utóbbi időben.

## További jelentősebb események
- Az első listavezető album a SoundScan bevezetése után (1991) a Time, Love & Tenderness volt Michael Boltontól.
- Az első album, ami egyből listavezetőként nyitott, a Captain Fantastic and the Brown Dirt Cowboy Elton Johntól. Ugyanezt megismételte a Rock of the Westieszel is, ami a második ilyen volt a Billboard 200 történetében. Whitney Houston második albuma, a Whitney volt az első, női előadótól származó lemez, ami első helyen nyitott.
- A siker leglassabban Paula Abdulnak jött össze, a Forever Your Girl már 36 hete volt a listán, amikor végül első lett.
- Az 1960-as években Bob Newheart volt az első előadó, akinek két lemeze egyidőben volt a listán első és második. Ezt azóta 1991-ben a Guns N’ Roses (Use Your Illusion I és Use Your Illusion II) és 2004-ben Nelly (a Suittal és a Sweattel) tudta csak megismételni.
- Az 1980-as években egy alkalommal a Led Zeppelin addig megjelent összes (kilenc) albuma egyszerre szerepelt a 200-as lista különböző pozícióiban. Addig ez volt a legtöbb lemez is egyúttal egyszerre a listán ugyanattól az előadótól, később a Pearl Jam sorozatban kiadott koncertalbumai döntötték meg ezt a rekordot.
- Britney Spears és Alicia Keys az a 2 női előadó, akinek első négy albuma az első helyen nyitott, ötödik lemeze mindkettejüknek csak a 2. helyre került a megjelenés hetében.
- Az egyetlen együttes, amelynek öt egymás utáni stúdióalbuma mind listavezetőként nyitott a megjelenéskor, a Metallica. További hat, a Van Halen, a U2, a Pearl Jam, a Dave Matthews Band, a Staind és legutóbb a Disturbed tudta ezt három egymás utáni lemezzel megközelíteni.